# Avenue Raymond-Naves
L'avenue Raymond-Naves (en occitan : avenguda Raymond Naves) est une voie de Toulouse, chef-lieu de la région Occitanie, dans le Midi de la France.

## Situation et accès

### Description
L'avenue Raymond-Naves est une voie publique. Elle traverse les quartiers de Guilheméry, de la Côte Pavée et du Château-de-l'Hers.
La chaussée compte, entre l'avenue Camille-Pujol et le boulevard Deltour une seule voie de circulation automobile à double-sens, entre le boulevard Deltour et la rue Sainte-Claire une voie de circulation dans chaque sens, et entre la rue Sainte-Claire et l'avenue de Lasbordes à nouveau une seule voie de circulation automobile à double-sens. Elle appartient sur toute sa longueur à une zone 30 et la vitesse y est limitée à 30 km/h. Il n'existe pas d'aménagement cyclable.

### Voies rencontrées
L'avenue Raymond-Naves rencontre les voies suivantes, dans l'ordre des numéros croissants (« g » indique que la rue se situe à gauche, « d » à droite) :
1. Avenue Camille-Pujol
2. Avenue Louis-Blériot (d)
3. Rue Dominique-de-Pérignon (d)
4. Rue du Général-Jean-Pierre-Travot (d)
5. Rue Antoine-Pautard (g)
6. Rue du Sergent-Vigné (d)
7. Rue Victor-Basch (g)
8. Avenue Louis-Blériot (d)
9. Rue des Marronniers (d)
10. Rue Laloubère (g)
11. Rue Jean-Andrieu (d)
12. Rue des Tilleuls (g)
13. Rue Benjamin-Blanche (d)
14. Rue Raymond-Naves (d)
15. Rue du Lac-d'Oô (d)
16. Rue Jean-Calas (g)
17. Impasse de Douai (d)
18. Rue Alexandre-Ducos (g)
19. Boulevard Deltour
20. Rue Esclarmonde (g)
21. Rue Louis-Dhers (g)
22. Rue Henriette-Achiary (g)
23. Rue Mascard (g)
24. Rue du Maréchal-Jean-Baptiste-Bessières (g)
25. Rue Saint-Expédit (d)
26. Rue Guillaume-Catel (g)
27. Chemin de Lafilaire (d)
28. Boulevard de la Falaise (g)
29. Rue de l'Aubisque (g)
30. Chemin de Duroux (d)
31. Rue Lescot (g)
32. Rue Lucien-Nonorgues (g)
33. Rue Sainte-Claire (d)
34. Rue Grandidier (g)
35. Avenue de Lasbordes

### Transports
L'avenue Raymond-Naves n'est pas directement desservie par les transports en commun. Elle se trouve cependant à proximité de l'avenue Camille-Pujol et de l'avenue de Castres, parcourues et desservies par la ligne L1 du Linéo. Au carrefour du boulevard Deltour se trouvent également les arrêts desservis par les bus 233751.
L'avenue et les rues adjacentes sont également équipées de plusieurs stations de vélos en libre-service VélôToulouse : les stations no 197 (6 avenue Louis-Blériot) et no 213 (129 avenue de Castres). Situées sur les pentes de la butte du Calvinet, elles sont depuis 2017 considérées comme des stations Bonus, qui permettent de cumuler du temps supplémentaire pour les abonnés qui y ramènent leur vélo.

## Odonymie

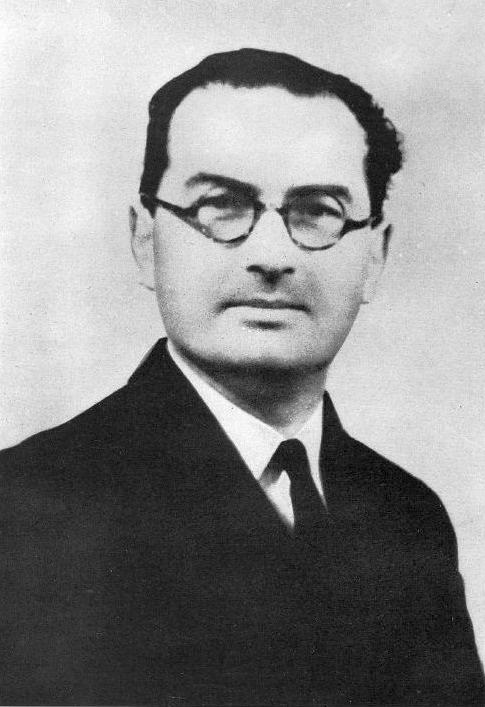
Portrait de Raymond Naves (1944, Bulletin municipal, bibliothèque municipale).

Le nom de l'avenue rend hommage à Raymond Naves (1902-1944). Élève à l'École normale supérieure en 1920, agrégé de lettres en 1923, il devint professeur de littérature française à la faculté des lettres de l'université de Toulouse en 1937. Parallèlement, il s'engagea auprès de la SFIO. Durant la Seconde Guerre mondiale, il entra dans la Résistance à partir de 1941 et assura en 1942 la direction des groupes d'action et de renseignements de la SFIO. Il fut désigné en 1943 par le Comité départemental de libération pour prendre en main la direction de Toulouse à la Libération. Il fut cependant arrêté, le 23 février 1944, et déporté au camp d'Auschwitz, où il mourut au mois de septembre.
Au XVIIe siècle, l'avenue était désignée comme le chemin de Lasbordes. Il menait effectivement au village de Lasbordes, qui s'était constitué au sud de Balma, au-delà de l'Hers, autour de l'église Saint-Martin de Boville. Il fut cependant remplacé, à partir du XVIIIe siècle, par la nouvelle route de Castres (actuelles avenues Camille-Pujol et de Castres), d'où le nom de « vieux » chemin de Lasbordes qu'on lui donne à partir de cette époque. Au XIXe siècle, le chemin devint avenue de Lasbordes, jusqu'à ce que la municipalité de Raymond Badiou, issue des rangs de la Résistance, décide en 1945 de lui donner le nom de Raymond Naves.

## Patrimoine et lieux d'intérêt

### Caserne Pérignon
La caserne du quartier Guilheméry, baptisée du nom du maréchal Dominique de Pérignon (1754-1818), est construite après 1889. Elle est contemporaine de la construction de la caserne Niel, au sud de la ville (emplacement des actuels no 75-89 rue Saint-Roch) et s'inscrit dans le plan d'aménagement de nouvelles casernes dans la ville de Toulouse. Elle accueille les troupes d'infanterie casernées à la Mission (actuelle école élémentaire Lakanal, no 17 place de la Daurade). Elle occupe une vaste parcelle de 37 000 m² délimitée par la rue Dominique-de-Pérignon et l'avenue Raymond-Naves au nord, la rue du Général-Jean-Pierre-Travot à l'est, la rue Marancin au sud et la rue Lucien-Cassagne à l'ouest. L'entrée principale fait face à l'avenue Louis-Blériot, qui aboutit à l'avenue Camille-Pujol.

### Établissements scolaires
- no 154 : école élémentaire Jean-Macé.

- no 220-222 : collège Jean-Pierre-Vernant. 
Le collège du Château-de-l'Hers est construit et inauguré en 1964. Il est alors constitué de simples bâtiments en préfabriqué. Entre 2006 et 2008, le collège est entièrement détruit et reconstruit progressivement, afin d'accueillir environ 800 élèves. Les travaux sont dirigés par l'agence d'architecture toulousaine Filiatre Mansour. Lors de l'inauguration, il est rebaptisé du nom de l'historien et anthropologue Jean-Pierre Vernant[7].

### Édifices religieux
- no 37 : centre paroissial Saint-François-d'Assise (deuxième moitié du XXe siècle)[8].

- no 206 : église Sainte-Claire.
L'église Sainte-Claire est l'église paroissiale du quartier de l'Hers, séparée de la paroisse de Guilheméry, desservie par l'église Saint-François-d'Assise. Elle est construite entre 1958 et 1960 sur les plans de l'architecte Pierre Fort. Le dépouillement s'exprime à travers une architecture moderne, brutaliste même. L'édifice présente une haute façade de béton brut. La toiture inversée est couverte de sheds. L'intérieur est éclairé par des ouvertures en hauteur, au niveau de la mezzanine[9],[10],[11].

### Immeubles et maisons
- no 9 : immeuble (deuxième moitié du XXe siècle)[12].
- no 18 : maison toulousaine (premier quart du XXe siècle)[13].
- no 20 : maison toulousaine (deuxième moitié du XIXe siècle)[14].
- no 22 : maison toulousaine (premier quart du XXe siècle)[15].
- no 24 : maison toulousaine (premier quart du XXe siècle)[16].
- no 28 : maison toulousaine (premier quart du XXe siècle)[17].
- no 40 : villa Mireille (deuxième quart du XXe siècle)[18].
- no 42 : maison toulousaine (premier quart du XXe siècle)[19].
- no 44 : maison toulousaine (deuxième moitié du XIXe siècle)[20].
- no 46 : maison toulousaine (deuxième moitié du XIXe siècle)[21].
- no 48 : maison (deuxième quart du XXe siècle)[22].
- no 53 : maison (deuxième quart du XXe siècle)[23].
- no 53 bis : maison toulousaine (deuxième moitié du XIXe siècle)[24].
- no 55 : maison toulousaine (deuxième moitié du XIXe siècle)[25].
- no 70 : maison (deuxième quart du XXe siècle)[26].
- no 89 : maison toulousaine (premier quart du XXe siècle)[27].
- no 86 : maison toulousaine (deuxième moitié du XIXe siècle)[28].
- no 88 : maison toulousaine (deuxième moitié du XIXe siècle)[29].
- no 90 : maison (deuxième moitié du XXe siècle)[30].
- no 126 : villa Bisseuil (1936, Joseph et Jean-Louis Gilet)[31].
- no 130 : maison (deuxième quart du XXe siècle)[32].
- no 134 : maison (deuxième quart du XXe siècle)[33].
- no 136 : maison (deuxième quart du XXe siècle)[34].
- no 137 : maison (vers 1937)[35].
- no 141 : maison (vers 1936)[36].
- no 147 : maison (deuxième quart du XXe siècle)[37].
- no 163 : maison.